# Блакитні гіганти

Блаки́тні гіга́нти — гарячі масивні зорі спектрального класу O або B, що лежать на головній послідовності. Маси блакитних гігантів досягають 10—20 мас Сонця, а світності — в тисячі і десятки тисяч разів перевищують сонячну. 
На діаграмі Герцшпрунга—Рассела ці зорі розташовані у верхньому лівому куті, завдяки своїй великій світності та температурі.

## Особливості спектру

### Гігантиспектрального класуB

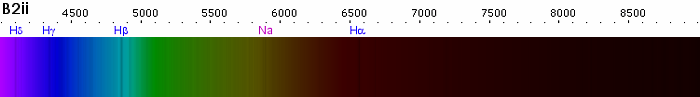
Спектр зорі спектрального класу B2 II

Приклади: Альціона, 20 Тельця,  Гамма Ворона

## Еволюція
Внаслідок великої світності блакитні гіганти дуже швидко витрачають термоядерне паливо, тому існують дуже короткий час (за астрономічними мірками). Час перебування блакитних гігантів на головній послідовності становить до 10 млн років
(для порівняння — Сонце перебуватиме на головній послідовності приблизно в тисячу разів довше — близько 10 мільярдів років).
Наприкінці свого еволюційного шляху вони зазвичай спалахують як наднові.